# Guiu d'Anderlecht
Guiu, Guidó o Guim d'Anderlecht (Anderlecht, ~ 950 - 1012) fou un camperol del Brabant. És venerat com a sant per diverses confessions cristianes.

## Biografia
Nascut en una família de pagesos d'Anderlecht, llavors part del Brabant; s'hi dedicà a les tasques del camp i, com a la llegenda de sant Isidre el Llaurador, els àngels l'ajudaven a llaurar mentre ell pregava. Era conegut, per la seva pietat, com l'àngel del poble i el pobre d'Anderlecht. Va deixar la seva terra i arribà a Laken, prop de Brussel·les, on fou sagristà i dugué a terme una intensa activitat en favor dels pobres. A més de recollir almoines, treballà per a un comerciant i va invertir en comerç marítim, destinant els guanys als necessitats.

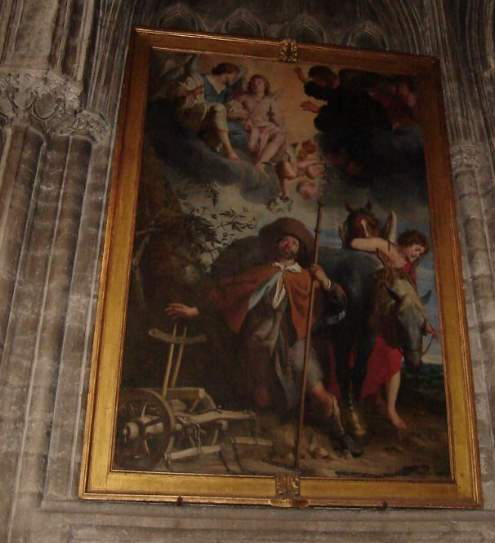
Sant Guiu, per Caspar de Crayer, 1635 (Anderlecht, Sint-Pieter-en-Sint-Guido).

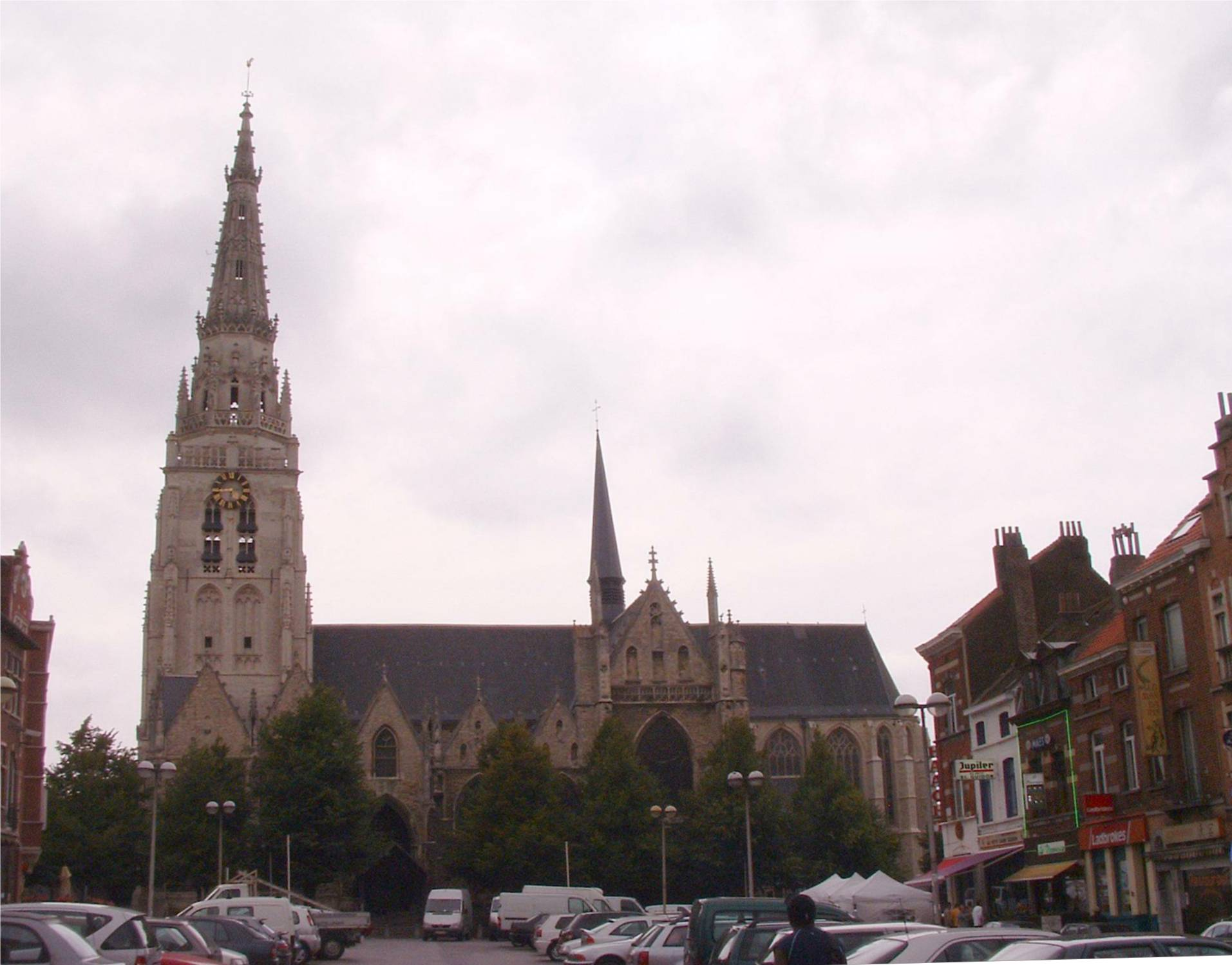
Sint-Pieter-en-Sint-Guido d'Anderlecht.

Les naus on portava les mercaderies van naufragar al port fluvial de Brussel·les, i Guiu abandonà el comerç i anà en peregrinació a Roma i, des d'allí a Jerusalem, on treballà com a guia d'altres pelegrins. En el seu pelegrinatge predicava i donava exemple de vida evangèlica i austera, precedint la manera de viure de Francesc d'Assís.
Passats set anys, tornà a Anderlecht, malalt i vell, i hi morí poc després. Altres versions diuen que morí mentre hi tornava, sense haver-hi arribat.

## Veneració
La seva tomba és a la cripta de la Col·legiata de Sant Pere i Sant Guiu d'Anderlecth, sota una làpida sense inscripció, ornada amb un relleu d'una branca, que popularment s'ha atribuït al sant. La llegenda diu que el lloc del seu enterrament el troba un cavall en fer una guitza. La seva tomba fou molt aviat venerada i s'invocà el sant com a patró dels sagristans, els pagesos, campaers i cotxers, amb festa el 12 de setembre. Els cotxers del Brabant hi feien una peregrinació anual fins al 1914, i hi beneïen el bestiar.